# ジシラン
ジシラン（英: disilane）はケイ素と水素からなる化合物で、常温・常圧では気体である。エタンのケイ素類縁体であり、反応性ははるかにジシランのほうが高い。一般式 Si2X6 の形で表される化合物群（Xは水素原子、ハロゲン、アルキル基、アリール基など）はジシランを母化合物とする誘導体であるが、それらを単にジシランと呼ぶ場合もある。刺激臭、不快臭を有する。

## 合成
ケイ化マグネシウムの加水分解によって調製できる。この反応ではシラン、ジシラン、さらにトリシランが生成する。シランの合成法としては使われなくなったが、ジシランの発生法としては利用される。この方法でシランを製造すると、痕跡量のジシランが混在することになり、生成物が自然発火する原因となりうる。
有機ケイ素化合物の工業的製造法であるミュラー・ロショー法 (Müller-Rochow process) では、主に {\displaystyle {\ce {CH3Si2H_{5-{\mathit {x}}}Cl_{\mathit {x}}}}} からなる不揮発性のジシラン誘導体が副生物として生成する。

## 用途と反応
ジシランやシランはおよそ640°Cで分解し、アモルファスシリコンを与える。この反応は化学気相成長法として太陽電池の材料、特にシリコンウエハーの製造などに応用されている。
一般的に、有機ジシランはクロロシランの還元的ホモカップリングによって合成される。
{\displaystyle {\ce {2(CH3)3SiCl\ + 2Na -> (CH3)3Si-Si(CH3)3\ + 2NaCl}}}